# Songwŏn
Songwŏn (kor. 송원군, Songwŏn-kun) – powiat w Korei Północnej, w prowincji Chagang. W 2008 roku liczył ok. 38 tys. mieszkańców.
Przed 1949 rokiem część powiatu Ch’osan. Przez powiat przepływa rzeka Ch’ŏngch’ŏn i przechodzą dwa pasma górskie – P’inandŏk i Chŏgyuryŏng. Najwyższym szczytem jest Koam-bong (1744 m n.p.m.). Klimat jest kontynentalny, choć ze zwiększoną ilością opadów w stosunku do okolicy. Zima trwa od października do kwietnia. 93% powiatu stanowią lasy.
Gospodarka opiera się na wycince drzew.